# خواجه احمد مودود
خواجه نجم‌الدین احمد مشتاق ولادت ۴۹۲ (قمری) و وفات ۵۷۷ (قمری) نامیش خواجه احمد مودود بود و لقبیش نجم‌الدین بود یک دیگر لقبی مشتاق از طرف محمد او را دورانی شش ماهی که مجاور حرم مطهر نبویؐ بود به آواز غیبی داده شده بود- مزار اقدس احمد مودود در چشت شریف است پدرش خواجه مودود چشتی در سال ۵۲۷ از دنیا رفت و پسرش احمد مودود که در آن هنگام بیست ساله بود، خلافت پدر یافت و او با چند نفر از یاران خود به طور گمنام به زیارت حرمین شریفین بر طبق خوابی که دیده بود، مشرف شده و شش ماه مجاور حرم مطهر نبوی بود و در مراجعت در بغداد به خانقاه شیخ شهاب الدین سهروردی وارد شده و مورد اعزاز شیخ واقع گردید بسیاری از بزرگان چشتیه هم همین حالات را داشتند، از جمله شیخ احمد بن مودود که خواجه عبدالله انصاری دربارهٔ او گفته که من هیچ‌کس را در طریق ملامت قوی تر و تمام تر از احمد چشتی ندیده‌ام- از خواجه قطب‌الدین مودود چشتی یکه سلسلهٔ بنام طریقت چشتیه به هندوستان رفت و دیگر سلسلهٔ بنام طریقت مودودیه به بلوچستان آمد

## طریقت چشتیه
- خواجه قطب‌الدین مودود چشتی[۲]
- خواجه شریف زندنی[۳]
- خواجه عثمان هارونی[۴]
- خواجه معین الدین چشتی اجمیری[۵]

## طریقت مودودیه
- سیدخواجه قطب‌الدین مودود چشتی[۶][۷]

تولد ۴۳۰ (قمری) درگذشت ۵۲۷ (قمری) مطابق (تولد ۱۰۳۸ درگذشت ۱۱۴۲) مدفن در چشت هرات افغانستان خواجه قطب‌الدین مودود چشتی فرزند سید خواجه ابو یوسف ناصرالدین بود خواجه نجم‌الدین احمد مشتاق فرزند خواجه قطب‌الدین مودود چشتی بود
- سید خواجه نجم‌الدین احمد مشتاق[۸][۹]

تولد ۵۴۵ (قمری) درگذشت ۶۳۵ (قمری) مطابق (تولد ۱۰۹۸ درگذشت ۱۱۸۱) مدفن در چشت هرات افغانستان سیدخواجه نجم‌الدین احمد مشتاق مودودی چشتی فرزند سیدخواجه قطب‌الدین مودود چشتی بود سیدخواجه رکن‌الدین حسین فرزند سیدخواجه نجم‌الدین احمد مشتاق بود
- سید خواجه رکن‌الدین حسین[۱۰]

تولد ۴۹۲ (قمری) درگذشت ۵۷۷ (قمری) مطابق (تولد ۱۱۵۰ درگذشت ۱۲۳۷) مدفن در چشت هرات افغانستان سید خواجه رکن‌الدین حسین
مودودی چشتی فرزند سیدخواجه نجم‌الدین احمد مشتاق بود سید قدودین خواجه محمد فرزند سید خواجه رکن‌الدین حسین بود
- سید خواجه قدودین خواجه محمد[۱۱]

تولد ۵۸۴ (قمری) درگذشت ۶۲۴ (قمری) مطابق (تولد ۱۱۸۸ درگذشت ۱۲۲۶) مدفن در چشت هرات افغانستان سید قدودین خواجه محمد مودودی چشتی فرزند سید خواجه رکن‌الدین حسین بود سید خواجه قطب دین محمد فرزند سید قدودین خواجه محمد بود
- سید خواجه قطب دین محمد[۱۲]

تولد ۶۰۲ (قمری) درگذشت ۶۸۰ (قمری) مطابق (تولد ۱۲۰۵ درگذشت ۱۲۸۸) مدفن در چشت هرات افغانستان سیدخواجه قطب دین محمد مودودی چشتی فرزند سید قدودین خواجه محمد بود سیداودالدین خواجه ابواحمد فرزند سیدخواجه قطب دین محمد بود
- سید اودالدین خواجه ابواحمد[۱۳]

تولد ۶۳۵ (قمری) درگذشت ۷۱۰ (قمری) مطابق (تولد ۱۲۳۷ درگذشت ۱۳۰۷) مدفن در چشت هرات افغانستان سیداودالدین خواجه ابواحمد مودودی چشتی فرزند سید خواجه قطب دین محمد بود سیدتقی الدین خواجه یوسف فرزند سیداودالدین خواجه ابواحمد بود
- سید تقی الدین خواجه یوسف[۱۴]

تولد ۶۶۲ (قمری) درگذشت ۷۴۵هجری مطابق (تولد ۱۲۶۳ درگذشت ۱۳۵۳) مدفن در چشت هرات افغانستان سیدتقی الدین خواجه یوسف مودودی چشتی فرزند سیداودالدین خواجه ابواحمد بود سید نصرالدین خواجه ولید فرزند سید تقی الدین خواجه یوسف بود
- سید نصرالدین خواجه ولید[۱۵]

تولد ۷۲۷ (قمری) درگذشت ۸۲۰ (قمری) مطابق (تولد ۱۳۲۶ درگذشت ۱۴۱۷) مدفن در چشت هرات افغانستان سید نصرالدین خواجه ولید مودودی چشتی فرزند سید تقی الدین خواجه یوسف بود فرزندانش سید خواجه نقرالدین المعروف شال پیر بابا، سید خواجه نظام الدین علی، سید خواجه ابراهیم المعروف پیر یکپاسی بودن
- سید خواجه نقرالدین المعروف شال پیر بابا[۱۶][۱۷]

دوران حیات ۱۴۲۱ مدفن در کویته بلوچستان سید خواجه نقرالدین المعروف شال پیر بابا مودودی چشتی فرزند سید نصرالدین خواجه ولید بود سید خواجه ولی کرانی فرزند سید خواجه نقرالدین المعروف شال پیر بابا بود
- سید خواجه ولی کرانی[۱۸][۱۹]

دوران حیات ۱۴۷۰ مدفن در قبرستان کرانی کویته بلوچستان سید خواجه ولی کرانی مودودی چشتی فرزند سید خواجه نقرالدین المعروف شال پیر بابا بود سید خواجه میر شهداد دوران حیات ۱۵۱۹ فرزند سید خواجه ولی کرانی بود مدفن در قبرستان کرانی کویته بلوچستان است -